# HD 21362
HD 21362，又名BD+49 944，SAO 38862、HR 1037，是一颗恒星，视星等为5.58，位于銀經147.19，銀緯-5.46，其B1900.0坐标为赤經3h 21m 41.8s，赤緯+49° -5.46′ 4″。